# Rundfunkjahr 1971

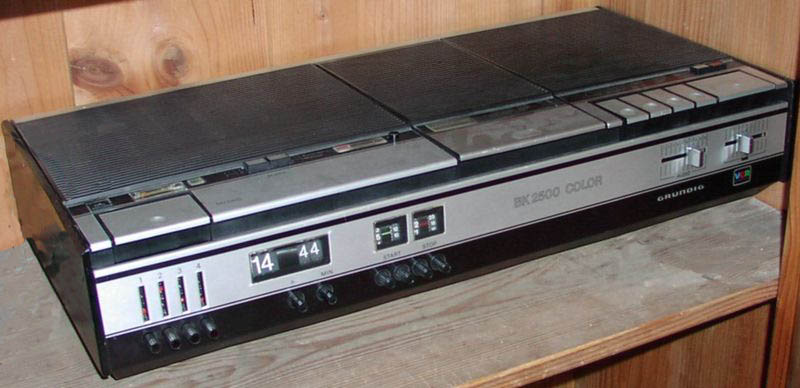
1971: In Deutschland erlangt VCR als erstes Videosystem größere Bedeutung

Liste der Rundfunkjahre

◄◄ | ◄ | 1967 | 1968 | 1969 | 1970 | Rundfunkjahr 1971 | 1972 | 1973 | 1974 | 1975 | ► | ►►

Weitere Ereignisse

## Allgemein
- In der Schweiz, in Belgien und Jugoslawien wird das Farbfernsehen nach der PAL-Norm eingeführt.
- Das von Philips und Grundig entwickelte Videobandsystem VCR wird der Öffentlichkeit vorgestellt. Es ist das erste kommerziell erfolgreiche Videosystem für den Heimanwendermarkt. Europäische Hersteller sind zu dieser Zeit zwar führend in der Videotechnik, es gelingt ihnen jedoch nicht, den wichtigen nordamerikanischen Markt zu erobern. Diesen beherrschen ab Mitte der 1970er Jahre japanische Firmen wie Sony, Panasonic und JVC.
- 1. Januar – In den USA tritt das Werbeverbot für Tabakwaren in Hörfunk und Fernsehen in Kraft.
- 15. November – Die US-amerikanische Firma Intel stellt den Intel 4004, ersten Ein-Chip-Prozessor der Welt vor.

## Hörfunk
- 01. Januar: Das legendär zu nennende französische Musikprogramm FIP nimmt seinen Sendebetrieb auf, ursprünglich gegründet als France Inter Paris für die Île-de-France.
- 01. April: Bayern 3 startet in München als Service-Welle seine Sendungen.
- 30. September – Der Deutsche Freiheitssender 904, ein Propagandainstrument der DDR-Staats- und Parteiführung, stellt seinen Betrieb ein.

## Fernsehen

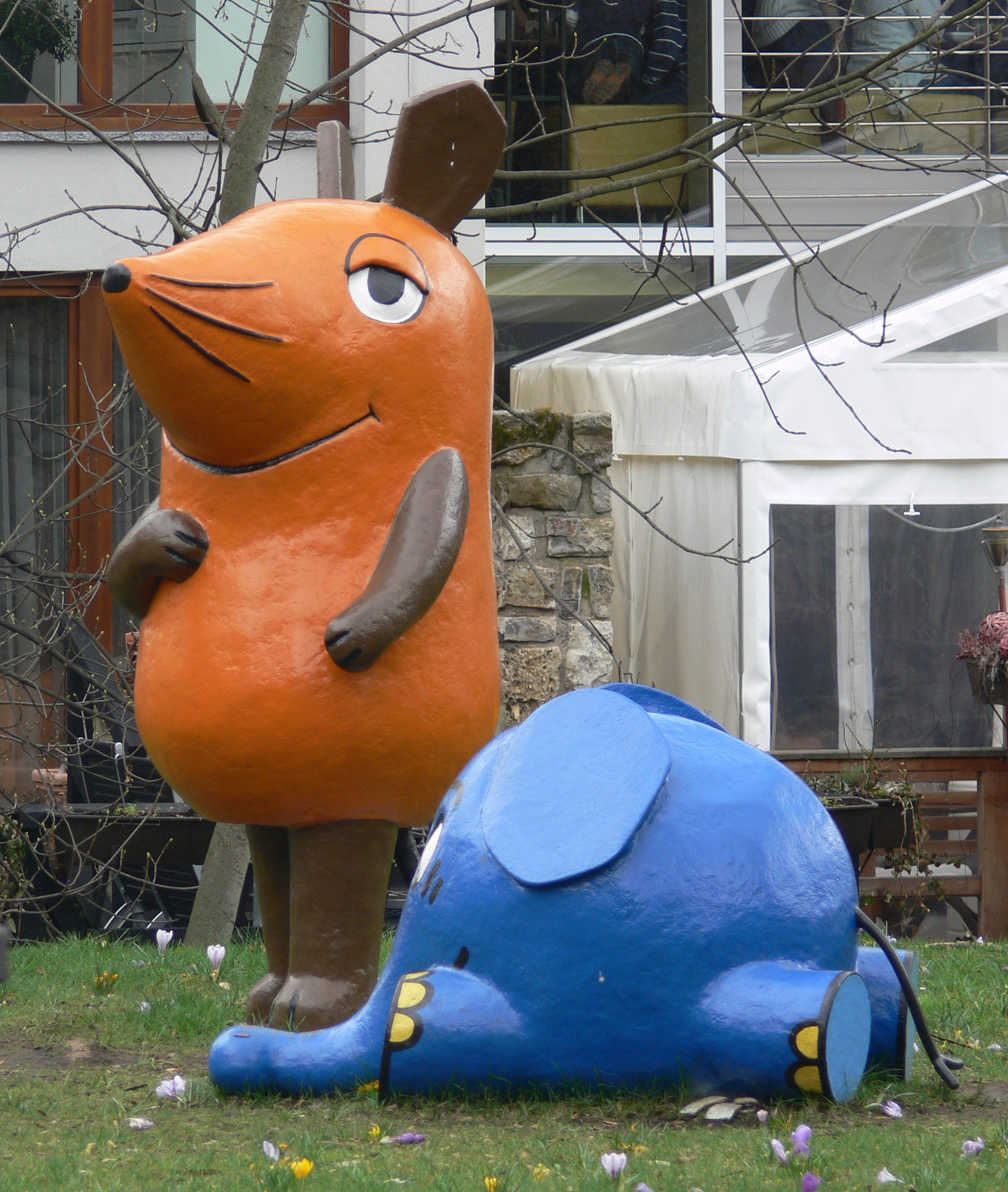
1971: Start der Sendung mit der Maus

- 5. Januar – Der NDR startet mit der 13-teiligen Dokumentarfilmserie Sympathy for the Devil – Signale der Auflehnung, die sich kritisch mit Jugendkultur, einzelnen Stilen der Popmusik, aber auch mit anderen popkulturellen Fragestellungen, wie der Mythenbildung des Kinos auseinandersetzt.[1]
- 12. Januar – Die Sitcom All in the Family hat Premiere auf CBS. Die Serie stellt eine der ersten Versuche des Unterhaltungsfernsehens dar, Probleme wie Rassismus, die Bürgerrechts- oder Frauenbewegung darzustellen.
- 13. Januar – Im ZDF ist erstmals Diamantendetektiv Dick Donald zu sehen.
- 13. Februar – Das ZDF zeigt die erste Folge der von Ilja Richter moderierten Musiksendung disco. Musikalische Gäste der ersten Folge sind unter anderen The Kinks und Petula Clark.
- 7. März – Das Kinderprogramm Die Sendung mit der Maus startet im Gemeinschaftsprogramm der ARD (Deutsches Fernsehen) unter dem Titel Lach- und Sachgeschichten für Fernsehanfänger. In kurzen Filmen werden auf humorvolle Weise typische Kinderfragen beantwortet. Zwischen den Beiträgen ist in kleinen Zeichentrickfilmen die titelgebende Maus und der kleine blaue Elefant zu sehen.
- 9. Mai – Das ZDF zeigt die erste Folge des Prominentenmagazins  V.I.P.-Schaukel. Interviewpartner von Margret Dünser sind unter anderen Daliah Lavi, Charles Bronson und Salvador Dalí.
- 12. Mai – Um 22:15 Uhr moderiert Wibke Bruhns zum ersten Mal die ZDF-Nachrichtensendung heute. Sie war damit die erste Nachrichtensprecherin im bundesdeutschen Fernsehen.
- 13. Mai – Die erste Folge der vom ZDF produzierten und von Hans Rosenthal moderierten Spieleshow Dalli Dalli wird ausgestrahlt.
- 6. Juni – Auf CBS ist die letzte Folge der Ed Sullivan Show zu sehen.
- 27. Juni – Mit dem Fall Lisa Murnau sendet der Deutsche Fernsehfunk als Gegenstück zum westdeutschen Tatort den ersten Kriminalfilm der Reihe Polizeiruf 110 mit Peter Borgelt als Oberleutnant Peter Fuchs und Sigrid Göhler als Leutnant Vera Arndt.
- 29. Juni – Mit dem Untertitel "Spätlese, Milde Sorte" ist im ORF-Fernsehen die dritte und letzte Folge der innovativen Musiksendung Gogoscope zu sehen.[2]
- 9. September – Im ZDF ist die erste Folge der Sendereihe Kennzeichen D zu sehen. Das politische Magazin widmet sich aktuellen Ereignissen in den beiden deutschen Staaten und deren Beziehung zueinander.
- 21. September – Auf BBC Two wird die erste Folge der einflussreichen Musiksendung The Old Grey Whistle Test ausgestrahlt. Im Laufe der Geschichte der bis 1987 produzierten Sendung treten so gut wie alle namhaften Pop- und Rockmusiker der Zeit auf.
- 2. Oktober – In weiten Teilen der USA kann die erste Ausgabe der Musiksendung Soul Train empfangen werden. Die Reihe widmet sich in den 35 Jahren ihres Bestehens (bis 2006) afroamerikanischen Musikformen wie Gospel, Soul oder Funk und hat in den späteren Jahren großen Anteil an der Verbreitung des Hip-Hop.
- 10. Oktober – Der britische Privatsender ITV strahlt die erste Folge der zeitgeschichtlichen Familienserie Upstairs, Downstairs (deutsch: Das Haus am Eaton Place) aus, die sich mit dem Schicksal der britischen bürgerlichen Familie Bellamy von 1901, vom Zeitalter Eduards VII. bis zum Beginn der Weltwirtschaftskrise 1929, beschäftigt.
- 3. Dezember – Die Folge Pop und Politik der WDR-Livediskussionsreihe Ende offen wird abgebrochen, als der Diskussionsteilnehmer Nikel Pallat von Ton Steine Scherben mit einer Axt auf den Studiotisch einschlägt. Weitere Gäste sind unter anderen der Produzent und Poptheoretiker Rolf-Ulrich Kaiser sowie Conny Veit von Gila.[3]
- 5. Dezember – Im ZDF hat der erste Teil der vierteiligen Literaturverfilmung Der Seewolf nach Jack London Premiere. In den Hauptrollen des in Rumänien und Schweden entstandenen Filmes sind Raimund Harmstorf als Wolf Larsen und Edward Meeks als Humphrey Van Weyden zu sehen. Harmstorf wird durch diesen Film schlagartig berühmt, kann aber bis an sein Lebensende kaum noch aus dem Schatten der Rolle des „Seewolf“ hervortreten. Der Film, eine der meistaufgeführten ZDF-Produktionen, gilt bis heute unter weiten Teilen des deutschsprachigen Publikums als gelungenste Umsetzung des „Seewolf“-Stoffes.

## Geboren
- 07. Januar – DJ Ötzi, österreichischer Entertainer und Schlagermusiker, wird in St. Johann in Tirol geboren.
- 22. Januar – Tim Mälzer, deutscher Fernsehkoch, wird in Hamburg geboren.
- 10. März – Jon Hamm, US-amerikanischer Schauspieler (Mad Men), wird in St. Louis, Missouri geboren.
- 29. März – Lara Logan, US-amerikanische Kriegsberichterstatterin, wird in Durban, Südafrika geboren.
- 07. Juli – Katja Dofel, deutsche Journalistin und Fernseh-Moderatorin († 2023)
- 21. Juli – Charlotte Gainsbourg, französische Schauspielerin und Sängerin, wird in London geboren.
- 13. August – Heike Makatsch, deutsche Schauspielerin und VJane, wird in Düsseldorf geboren.
- 21. September – Karen Webb, deutsch-britische Fernsehmoderatorin und Medientrainerin, wird in London geboren.
- 13. Oktober – Sacha Baron Cohen, britischer Schauspieler und Comedian, wird in London geboren.
- 25. November – Christina Applegate, US-amerikanische Schauspielerin, wird in Los Angeles geboren.

## Gestorben
- 11. März – Philo Farnsworth, US-amerikanischer Fernsehpionier stirbt 64-jährig in Salt Lake City.
- 25. April – Anneli Granget, deutsche Schauspielerin, u. a. bekannt aus der Fernsehserie Hafenkrankenhaus stirbt 35-jährig durch Selbstmord in Nürnberg.
- 16. Mai – Karl Farkas, österreichischer Kabarettist und Schauspieler stirbt 77-jährig in Wien. Farkas wurde seit Beginn des Fernsehens in Österreich durch seine vom ORF aufgezeichneten Kabarettprogramme Bilanz der Saison, Bilanz des Monats und die jährlichen Silvesterprogramme einem breiten Publikum vertraut.
- 9. Juni – Heinrich Deiters, deutscher Schriftsteller, Hörspielautor und Journalist stirbt 89-jährig in Hamburg. Er war seit 1927 bei der NORAG fest angestellt. Er verfasste u. a. mehrere niederdeutsche Mundart-Hörspiele.
- 2. Oktober – Walther Bullerdiek, deutscher Schauspieler (von 1922 bis zu seinem Tode am Ohnsorg-Theater), Hörspielsprecher, und Komponist stirbt 70-jährig in Bad Bevensen.
- 12. Dezember – David Sarnoff, russisch-amerikanischer Medienmanager und Gründer von NBC stirbt 80-jährig in New York.
- 16. Dezember – Albert Lieven, deutscher Schauspieler stirbt 65-jährig in London. Er spielte u. a. Hauptrollen in vier Durbridge-Straßenfegern zwischen 1959 und 1971.
- 21. Dezember – Kaspar Brüninghaus, deutscher Schauspieler und Hörspielsprecher stirbt 64-jährig in Köln.